# Sensor

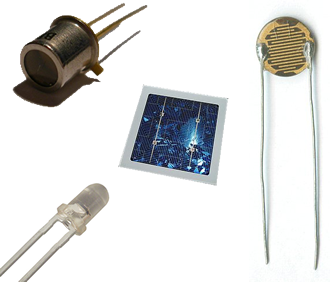
Diferents tipus de sensor de llums

Un sensor és un dispositiu capaç de mesurar magnituds físiques o químiques, anomenades variables d'instrumentació, i transformar-les en variables elèctriques. Les variables d'instrumentació poden ser, per exemple: temperatura, intensitat lumínica, distància, acceleració, inclinació, desplaçament, pressió, força, torsió, humitat, pH, etc. Una magnitud elèctrica pot ser una resistència elèctrica (com en una RTD), una capacitat elèctrica (com en un sensor d'humitat), una tensió elèctrica (com en un termoparell), un corrent elèctric (com en un fototransistor), etc. Aquest senyal pot ser llegit per un observador o instrument.

## Característiques
La gran característica que tenen els sensors és que són sensibles a determinats estímuls que, en captar-los i eventualment valorar-los, es transmeten com a senyal, anomenat variable d'instrumentació, a un altre dispositiu o sistema, que els utilitza com a informació, bé per efectuar algun control, algun accionament, etc., o bé per elaborar alguna taula, algun gràfic, etc. Els sensors són utilitzats en objectes quotidians com ara els botons d'ascensors sensibles al tacte, les pantalles d'ordinador i en alguns llums que podem augmentar o atenuar una llum. Hi ha innombrables aplicacions on hi ha sensors (vehicles, maquinària industrial, indústria aeroespacial, la medicina, la robòtica, etc.). Per exemple, en l'entorn industrial podem trobar diverses denominacions dels sensors segons la seva utilitat: sensors de pressió, sensors de força, detectors d'infraroig, cel·les de càrrega, captadors de vibracions, sondes de temperatura, detectors de proximitat, etc.
Hi ha dues maneres de classificar els tipus de senyals dels sensors:
- Senyals analògics: a grans trets té més qualitat que els digitals, però també resulta molt més car.
- Senyals digitals: pel fet de donar la informació en estats (0,1) és clar que es perd informació, però surt més econòmic.

Una de les diferències que existeixen entre el transductor i un sensor és, bàsicament, que el sensor sempre està en contacte amb la variable que s'ha de mesurar o controlar.
L'energia és transformada en:
- Tensió elèctrica

Sensor d'efecte Hall

- Variació de les característiques elèctriques de l'element sensor (resistència, capacitància, inductància…)

Un sensor es diferencia d'un transductor en què el sensor simplement és un dispositiu que experimenta un canvi en resposta a un canvi a la variable de mesura. Un transductor utilitza el canvi esmentat per transformar-ho en un senyal de sortida elèctrica. És un dispositiu que aprofita una de les seves propietats amb la finalitat d'adaptar el senyal que cal mesurar perquè la pugui interpretar un altre dispositiu. També es pot dir que és un dispositiu que converteix una forma d'energia en una altra.

## Parts d'un sensor
Un sensor està format per:

### Cos de prova
Element mecànic que reacciona davant d'una magnitud física determinada.

### Transductor
Tradueix les reaccions del cos en un senyal elèctric.
- Caixa: element mecànic de protecció.
- Condicionador: pot tenir diferents funcions (alimentació elèctrica, conformació del senyal de sortida, filtratge, correcció, conversió, etc.).

## On s'utilitzen el sensors?
El sensors són utilitzats en objectes de la vida quotidiana com podrien ser botons d'ascensor sensibles o en habitacions per detectar si hi ha moviment. Els sensors tenen moltes aplicacions que la majoria de la gent desconeix, com podrien ser aplicacions en el món de la indústria aeroespacial, la medicina la robòtica, etc.
Els sensors poden estar connectats a un computador per obtenir avantatges com l'accés a una base de dades o l'obtenció de dades a partir d'aquest sensor.

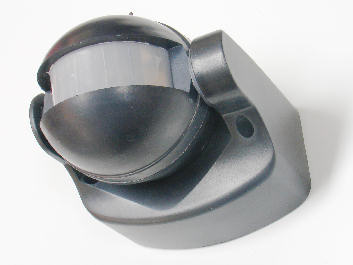
Exemple de sensor de moviment

Per altra banda, existeixen infinitat d'objectes que porten sensors de qualsevol tipus i estem envoltats contínuament. Un exemple bàsic podria ser el termòmetre digital que tothom té a casa. Amb les noves tecnologies cada cop existeixen més sensors. Un camp que fa servir molts sensors és el camp de la domòtica, que fa servir sensors de qualsevol tipus. Des de sensors de reconeixement d'empremta digital, reconeixement facial o de veu, fins a sensors per apujar i abaixar soles les persianes segons la quantitat de llum. Altres tipus de sensors són els que porten el cotxes, com ara sensors de distància o d'ultrasons que ajuden a l'aparcament, sensors de pluja que activen els eixugaparabrises o sensors de llum que encenen els llums del cotxe.

## Classificació dels sensors
Els sensors es poden dividir en: 
- Passius: són els que necessiten una aportació d'energia externa.
  - Resistius: són els que transformen la variació de la magnitud a mesurar en una variació de la seva resistència elèctrica. Un exemple pot ser un termistor, que serveix per mesurar temperatures.
  - Capacitius: són els que transformen la variació de la magnitud a mesurar en una variació de la capacitat d'un condensador. Un exemple és un condensador amb un material en el dielèctric que canviï la seva conductivitat davant la presència de certes substàncies.
  - Inductius: són els que transformen la variació de la magnitud a mesurar en una variació de la inductància d'una bobina. Un exemple pot ser una bobina amb el nucli mòbil, que pot servir per mesurar desplaçaments.
- Actius: són els que són capaços de generar la seva pròpia energia. De vegades també són denominats sensors generadors. Un exemple pot ser un transistor en el qual la porta se substitueix per una membrana permeable només a algunes substàncies, que pot servir per mesurar concentracions.

## Resolució, precisió i sensibilitat
La resolució d'un sensor és el canvi més petit en la magnitud d'entrada que s'aprecia en la magnitud de sortida. Tanmateix, la precisió és el màxim error esperat en la mesura. La resolució pot ser de més petit valor que la precisió. Per exemple, si en mesurar una distància la resolució és de 0,01 mm, però la precisió és d'1 mm, llavors poden apreciar-se variacions en la distància mesurada de 0,01 mm, però no es pot assegurar que hi hagi un error de mesura menor a 1 mm. En la majoria dels casos aquest excés de resolució comporta un excés innecessari en el cost del sistema; per tant, s'ha de dimensionar correctament el sensor que es necessita. Un sensor mal dimensionat pot ocasionar (a part d'un augment en el preu), un mal funcionament. Tanmateix, la precisió no és possible d'un valor inferior a la resolució perquè no pot assegurar-se que l'error en la mesura sigui més petit a la mínima variació en la magnitud d'entrada que pot observar-se a en la magnitud de sortida. La sensibilitat d'un sensor indica quan canvia la sortida del sensor en canviar la quantitat de mesura a l'entrada. Per exemple, si el mercuri d'un termòmetre es mou 1 cm quan els canvis de temperatura són d'1 °C, la sensibilitat és d'1 cm/°C. Els sensors que mesurin els canvis petits han de tenir la sensibilitat molt alta.
Entre el transductor i el microprocessador hi ha la interfície que s'encarrega d'adequar aquest senyal elèctric. Aquestes interfícies poden ser dissenyades de forma més o menys intel·ligent. Com més intel·ligents siguin, menor tasca processadora haurà de fer el microprocessador.

## Característiques tècniques d'un sensor
- Rang de mesura: domini de la magnitud mesurada en què es pot aplicar el sensor.
- Precisió: error de mesura màxim esperat.
- Offset o desviació de zero: valor de la variable de sortida quan la variable d'entrada és nul·la. Si el rang de mesura no arriba a valors nuls de la variable d'entrada, habitualment s'estableix un altre punt de referència per a definir l'offset.
- Lineabilitat o correlació lineal.
- Sensibilitat d'un sensor: relació entre la variació de la magnitud de sortida i la variació de la magnitud d'entrada.
- Resolució: mínima variació de la magnitud d'entrada que pot apreciar-se a la sortida.
- Rapidesa de resposta: pot ser un temps fix o dependre de com variï la magnitud per mesurar. Depèn de la capacitat del sistema per seguir les variacions de la magnitud d'entrada.
- Repetitivitat: error esperat al repetir diverses vegades una mateixa mesura.

Un sensor és un tipus de transductor que transforma la magnitud que es vol mesurar o controlar, en una altra, que facilita la seva mida. Poden ser d'indicació directa (per exemple un termòmetre de mercuri) o poden estar connectats a un indicador (possiblement a través d'un convertidor analògic a digital, un ordinador i un display) de manera que els valors detectats puguin ser llegits per un humà.
Generalment, el senyal de sortida d'aquests sensors no és apte per la seva lectura directa i a vegades tampoc pel seu processat, pel que s'utilitza un circuit de condicionament; com per exemple el pont de Wheatstone, amplificadors i filtres electrònics que adapten el senyal a nivells apropiats per la resta del circuit.

## Errors de mesura i desviacions del sensor
Els sensors ideals obeeixen les següents màximes:
- Són sensibles a la propietat de mesura.
- Són insensibles a qualsevol altra propietat.
- No influeix a la propietat de mesura.
- Són lineals (quocient entre el senyal de sortida i la propietat de mesura, ha de ser constant).

Els sensors no ideals tenen diverses desviacions:
- La sensibilitat en la pràctica pot ser diferent del valor especificat. Això s'anomena un error de sensibilitat, però el sensor segueix sent lineal.
- Atès que el rang del senyal de sortida és sempre limitada, el senyal de sortida arribarà a assolir un mínim o un màxim quan la propietat de mesura arribi als seus límits.
- Si el senyal de sortida no és zero quan la propietat de mesura és zero, és que el sensor té una desviació o biaix.
- Si la sensibilitat no és constant en el rang del sensor, significa que no és lineal.
- Si la desviació és causada per un canvi ràpid de la propietat de mesura, hi ha un error dinàmic.
- El sensor pot ser en certa manera sensible a altres propietats de la propietat que es mesura. Per exemple, la majoria de sensors es veuen influïts per la temperatura del medi.

Totes aquests errors poden ser classificats en error sistemàtics i errors aleatoris. Els sistemàtics poden ser compensats amb calibratges. Els arbitraris, com el soroll, poden ser reduïts processant el senyal amb filtres, a costa del comportament dinàmic del sensor.

## Tipus de sensors
En la taula següent s'indiquen alguns dels tipus i exemples de sensors electrònics existents.
| Magnitud                        | Transductor                                  | Característica       |
| ------------------------------- | -------------------------------------------- | -------------------- |
| Posició lineal o angular        | Potenciòmetre                                | Analògica            |
| Posició lineal o angular        | Encoder                                      | Digital              |
| Desplaçament i deformació       | Transformador diferencial de variació lineal | Analògica            |
| Desplaçament i deformació       | Galga extensiomètrica                        | Analògica            |
| Desplaçament i deformació       | Magnetoestrictius                            | A/D                  |
| Desplaçament i deformació       | Magnetorresistius                            | Analògica            |
| Desplaçament i deformació       | LVDT                                         | Analògica            |
| Velocitat lineal i angular      | Dinamo tacomètrica                           | Analògica            |
| Velocitat lineal i angular      | Encoder                                      | Digital              |
| Velocitat lineal i angular      | Detector inductiu                            | Digital              |
| Velocitat lineal i angular      | Servo-inclinòmetres                          | A/D                  |
| Velocitat lineal i angular      | RVDT                                         | Analògica            |
| Velocitat lineal i angular      | Giròscop                                     |                      |
| Acceleració                     | Acceleròmetre                                | Analògic             |
| Acceleració                     | Servo-acceleròmetres                         |                      |
| Força i parell (deformació)     | Galga extensiomètrica                        | Analògic             |
| Força i parell (deformació)     | Triaxials                                    | A/D                  |
| Pressió                         | Membranes                                    | Analògica            |
| Pressió                         | Manòmetres Digitals                          | Digital              |
| cabal hidràulic                 | Turbina                                      | Analògica            |
| cabal hidràulic                 | Magnètic                                     | Analògica            |
| Temperatura                     | RTD                                          | Analógica            |
| Temperatura                     | Termistor NTC                                | Analògica            |
| Temperatura                     | Termistor PTC                                | Analògica            |
| Temperatura                     | Bimetall                                     | I/0                  |
| Sensors de presència            | sensors Inductius                            | I/0                  |
| Sensors de presència            | sensors Capacitius                           | I/0                  |
| Sensors de presència            | Òptics                                       | I/0 i Analògica      |
| Sensors tàctils                 | Matriu de contactes                          | I/0                  |
| Sensors tàctils                 | Pell artificial                              | Analògica            |
| Visió artificial                | Càmeres de vídeo                             | Processament digital |
| Visió artificial                | Càmares Sensor CCD o CMOS                    | Processament digital |
| Sensor de proximitat            | Sensor final de carrera                      |                      |
| Sensor de proximitat            | Sensor capacitiu                             |                      |
| Sensor de proximitat            | Sensor inductiu                              |                      |
| Sensor de proximitat            | Sensor fotoelèctric                          |                      |
| Sensor acústic (pressió sonora) | micròfon                                     |                      |
| Sensors d'acidesa               | IsFET                                        |                      |
| Sensor Llumínic                 | fotodiode                                    |                      |
| Sensor Llumínic                 | Fotorresistència                             |                      |
| Sensor Llumínic                 | Fototransistor                               |                      |
| Sensor Llumínic                 | Cèl·lula fotoelèctrica                       |                      |
| Sensors captura de moviment     | Sensors inercials                            |                      |

Algunes magnituds poden calcular-se mitjançant la mesura i càlcul de les altres, per exemple, l'acceleració d'un mòbil pot calcular-se a partir de la integració numèrica de la seva velocitat. La massa d'un objecte es pot conèixer mitjançant la força gravitatòria que s'exerceix sobre ell en comparació amb la força gravitatòria exercida sobre un objecte de massa desconeguda (patró).
Altres sensors: 
- Sensors de nivell
- Sensors d'humitat
- Sensors biològics

### Sensors intel·ligents (smart sensor)
De forma general, es pot definir com un sensor intel·ligent aquell equip en el qual un o més elements sensors i algun condicionament del senyal són integrats en la mateixa pastilla de silici o formen un petit sistema miniaturitzat. En molts casos es considera intel·ligent des del moment que té capacitat de comunicació digital.
Exemples:
- Sensor-condicionador
- Sensor-convertidor-condicionador
- Sensor-convertidor-condicionador-microcontrolador
- Sensor-convertidor-condicionador-microcontrolador-altres funcions

### Sensors d'humitat
Hi ha diferents tipus de sensors d'humitat, els més usuals són:
- Mecànics: aprofiten els canvis de dimensions que pateixen certs tipus de materials en presència d'humitat, com per exemple: fibres orgàniques o sintètiques, el cabell humà, etc.

- Basats en sals higroscòpiques: dedueixen el valor de la humitat en l'ambient a partir d'una molècula cristal·lina que té molta afinitat amb l'absorció de l'aigua.

- Per conductivitat: la presència d'aigua en un ambient permet que a través d'unes reixetes d'or circuli un corrent, ja que l'aigua és bona conductora de corrent. Segons la mesura de corrent es dedueix el valor de la humitat.

- Capacitius: es basen senzillament en el canvi de la capacitat que pateix un condensador en presència d'humitat.

- Infrarojos: aquests disposen de dues fonts infraroges les quals absorbeixen part de la radiació que conté el vapor d'aigua.

- Resistius: estan basats en la detecció del canvi de resistència produïda en augmentar la humitat. La resistència ajustable serveix per controlar manualment el límit d'humitat o llindar de funcionament del sensor, és a dir, es pot ajustar la sensibilitat del dispositiu, actuant sobre aquesta resistència. Amb el jumper es pot variar la configuració del sensor i decidir la seva forma de funcionament. que s'activi per excés o per defecte de la humitat.

### Sensors biològics
Tots els organismes vius contenen sensors biològics amb funcions similars a les dels dispositius mecànics descrits. La majoria d'aquestes són cèl·lules que són sensibles a:
- Llum, moviment, temperatura, camps magnètics, gravetat, humitat, vibració, pressió, camps elèctrics, de so, i altres aspectes físics de l'entorn extern.
- Els aspectes físics del medi intern, com l'estirament, el moviment de l'organisme, i la posició dels apèndixs (propiorecepció).
- Molècules ambientals, incloses les toxines, els nutrients, i les feromones.
- Estimació de la interacció entre biomolècules i alguns paràmetres de la cinètica.
- Metabolisme intern, com el nivell de glucosa, nivell d'oxigen, o l'osmolalitat.
- Molècules de senyalització interior, com les hormones, els neurotransmissors i les citocines.
- Les diferències entre les proteïnes de l'organisme mateix i del medi ambient o les criatures exòtiques.

Els sensors artificials que imiten els sensors biològics mitjançant l'ús d'un component sensible biològic, són anomenats biosensors.

#### Biosensors
A la biomedicina i la biotecnologia, hi ha uns sensors que detecten els anàlits gràcies a un component biològic, com ara cèl·lules, proteïnes, àcids nucleics o polímers biomimètics, que s'anomenen biosensors. L'encapsulació dels components biològics dels biosensors, es presenta amb un problema una mica diferent que els sensors habituals, i que es pot solucionar per mitjà d'una barrera semipermeable, com una membrana de diàlisi o un hidrogel o amb un polímer matricial 3D.